# Eduard z Walesu
Eduard z Westminsteru, princ z Walesu (13. října 1453 – 4. května 1471) byl jediný syn anglického krále Jindřicha VI. a Markéty z Anjou.
Před narozením jejich jediného syna Eduarda upadl Jindřich VI. do stavu kómatu, ve kterém setrval až do ledna 1455. 

## Válka růží
29. března 1461 utrpělo lancasterské vojsko drtivou porážku v bitvě u Towtonu od budoucího Eduarda IV., který tímto potvrdil sesazení Jindřicha VI. a své jmenování králem. Markéta chtěla pro svého syna Eduarda získat zpět právo na nástupnictví na anglický trůn a tak s ním utekla do Walesu a později do Skotska. Podporu pro své tažení hledala u francouzského krále Ludvíka XI. Ten ji přesvědčil, aby se spojila se svým předchozím nepřítelem Richardem Nevillem, hrabětem z Warwicku, který se nepohodl s Eduardem IV., pro jeho sňatek s Alžbětou z Woodville. Pro potvrzení spojenectví byla Warwickova dcera Anna zasnoubena s princem Eduardem.
Ke sňatku došlo v katedrále v Angers, pravděpodobně 13. prosince 1470. Hrabě z Warwicku Jindřichovi VI. pomohl znovu na trůn, ale o několik měsíců později, 14. dubna 1471, byl poražen a zabit v bitvě u Barnetu.
S yorským vojskem se lancasterské síly utkaly v 4. května bitvě u Tewkesbury v níž byl 17letý Eduard zabit. Není jisté, zda padl v bitvě nebo byl popraven krátce po ní. Byl jediným nositelem titulu prince z Walesu, který padl v bitvě. Jeho ostatky byly pohřbeny v klášteře Tewkesbury. Bývalý král Jindřich VI. byl nakonec 21. května 1471 pravděpodobně zabit v londýnském Toweru.